# Gare de Gero
La gare de Gero (下呂駅, Gero-eki) est une gare ferroviaire de la ville de Gero, dans la préfecture de Gifu au Japon. Elle est exploitée par la Central Japan Railway Company (JR Central).

## Situation ferroviaire
La gare de Gero est située au point kilométrique (PK) 88,3 de la ligne principale Takayama.

## Histoire
La gare de Gero a été inaugurée le 2 novembre 1930.

## Service des voyageurs

### Accueil
La gare dispose d'un bâtiment voyageurs, avec guichets, ouvert tous les jours.

### Desserte
- Ligne principale Takayama :
  - voies 1 à 3 : direction Takayama, Toyama et Gifu